# Pfarrhaus Seehauser Landstraße 166
Das Pfarrhaus Seehauser Landstraße 166 im Ortsteil Bremen-Seehausen stammt aus dem späten 19. Jahrhundert.
Es wird aktuell (2023) als Kindergarten der Kirche genutzt.
Das Gebäude steht seit 2021 unter Bremischem Denkmalschutz.

## Geschichte
Das eingeschossige giebelständige verputzte historisierende Gebäude mit Krüppelwalmdach sowie einem schmuckvollen Ortgang wurde 1885 für die Evangelische Kirche St. Jacobi (13. Jahrhundert) gebaut und 1912 umgebaut.
1948 wurden zwei Schulklassen eingerichtet. Bei einem weiterer Umbau wurden nach Plänen des Architekten Jan Noltenius im vorderen Bereich zwei Gemeinderäume eingebaut und die dahinter liegende Pfarrwohnung saniert. Danach erfolgte eine Umnutzung als Kita verbunden mit einem Neubau. Das Gebäude wurde erheblich verändert bei Erhalt der Fassadengliederung an der vorderen und seitlichen Seite.
Neben dem Pfarrhaus Seehausen wurde 1895 eine Turnhalle für das Schulgebäude sowie ein Stallgebäude für die Pfarre errichtet (siehe Stall und Turnhalle Seehauser Landstraße 166).

## Weblink
- Kita St. Jacobi